# Dennenhoutnematode
De dennenhoutnematode (Bursaphelenchus xylophilus, synoniemen: Aphelenchoides xylophilus, Bursaphelenchus lignicola) is een rondworm die in dennenbossen voorkomt in Azië, Noord-Amerika, Japan, China, Taiwan, Korea en in 1999 werd aangetroffen in Portugal. In 2007 werd de rondworm ook in Spanje gevonden. 
Volgens recente studies van Franse en Chinese onderzoekers is de snelle verspreiding over de wereld het gevolg van langeafstandstransport van hout. Ze zijn bijvoorbeeld gevonden in hout, dat per boot vanuit Amerika naar Europa werd verzonden.
De nematode wordt overgedragen van de ene boom op de andere met als vector verschillende soorten kevers (kevers) van het geslacht Monochamus. Overdracht kan plaatsvinden door voeding (dispersieve of fytofage fase) of door ovopisitie (propagatieve of microfaagfase).

## Levenscyclus
Deze rondworm maakt gebruik van boktorren van het geslacht Monochamus voor de verspreiding. In Europa is de dennen-geelschildboktor de belangrijkste verspreider van de rondworm. Om van boom naar boom te komen gebruikt Bursaphelenchus xylophilus de boktor als transportmiddel. Als de kevers in juni tot juli uitkomen kunnen de rondwormen van aangetaste bomen onder de dekschilden en in de ademopeningen meeliften naar gezonde bomen, waar de kever de jonge twijgen en naalden door rijpingsvraat aantast. De rondwormen verlaten op dat moment de boktor en dringen door bastwonden de harskanalen binnen. Als levende bastcellen niet langer beschikbaar zijn, wordt de rondworm fungivoor en voedt zich dan met schimmeldraden van de van het hout levende schimmels, die in de harskanalen groeien. De schimmel wordt ook door de boktor overgedragen. In het hout vermeerdert de rondworm zich en zorgt voor verstopping van de houtvaten, waardoor de boom verwelkt en dood gaat. Wanneer de kevers geslachtsrijp worden, worden ze aangetrokken door verzwakte bomen of vers gehakt hout, waar de vrouwtjes de eieren afzetten en de rondworm het hout binnendringt, die zich vervolgens voedt met de van het hout levende schimmels. Het is in Europa een quarantaine organisme.
De dennenhoutnematode heeft de kortste levenscyclus van de bekende parasitaire rondwormen. In laboratoriumstudies waarin het op schimmelmedia wordt gekweekt, is de levenscyclus in vier dagen voltooid. In de natuur reproduceert de rondworm zich het snelst in de zomer en produceert het een groot aantal individuen die zich verspreiden door het harskanaalsysteem van gevoelige dennen, in de stam, de takken en de wortels. In de herfst en winter wordt de parasiet inactief.
Op een bepaald moment begint door voedselgebrek, als de schimmel het hout volledig heeft afgebroken, de populatie rondwormen af te nemen en ontstaat er een ander type L3-dauerlarve, die bestand is tegen ongunstige omstandigheden. De L3-larven verzamelen zich rond de poppenkamer van de Monochamus-vector, mogelijk onder invloed van stoffen die vrij komen uit de zich ontwikkelende pop. Dicht bij het moment waarop de kever uit de pop komt, vervellen de L3-larven in L4-larven. De schimmeldraden ontwikkelen zich ook rond de verpoppingskamers en vormen langgesteelde perithecia, die uit de verpoppingskamer steken. De L4-larven verzamelen zich op de toppen van de perithecia. Wanneer de jonge, volwassen kever tevoorschijn komt, veegt hij tegen de nek van het perithecium en neemt zo de L4-larven en schimmelsporen onder de dekschilden en in de ademopeningen mee. De jonge, volwassen kever vliegt dan met de L4-larven en schimmelsporen naar gezonde bomen voor de rijpingsvraat.

## Onderscheid met andere soorten
Bursaphelenchus xylophilus kan worden onderscheiden door de gelijktijdige aanwezigheid van drie kenmerken: de spicula zijn afgeplat in een schijfvormige structuur (de cucullus) aan het distale uiteinde. De voorste vulvale lip is een duidelijke overhangende flap en het achterste uiteinde van het vrouwelijk lichaam is afgerond bij bijna alle individuen (dit kenmerk onderscheidt B. xylophilus van B. mucronatus, een niet-pathogene soort waarbij het vrouwtje een stekelpuntige staart heeft). Het is echter moeilijk om onderscheid te maken tussen B. mucronatus en populaties van B. xylophilus in Noord-Amerika die stekelpuntige staarten hebben. (EPPO Bulletin).

## Beschrijving
De vrouwtjes zijn 0,45 - 1,00 mm lang. Hun stilet is 12,6-13.0 µm lang. De kop heeft zes lippen. Het Stilet heeft kleine basale zwellingen. De slokdarmklier is slank en ongeveer 3-4 lichaamsbreedten lang. De uitscheidingsopening ligt op ongeveer het niveau van de oesophage-intestinale splitsing, soms op hetzelfde niveau als de zenuwring. De hemizonid zit ongeveer 0,67 van een lichaamsbreedte achter de mediaanbol. (Een hemizonid is een bindweefselzenuw met een sterk lichtbrekende aard, in het algemeen biconvex in longitudinale doorsnede en die zich ventraal uitstrekt van de ene laterale zenuwbaan naar de ander laterale zenuwbaan). De vulva heeft een overhangende voorste lip, die zo een flap vormt.
De mannetjes zijn 0,59-0,82 mm lang. De stilet van de mannetjes is 12,6 - 13,8 µm lang. De spicula zijn groot, sterk gebogen en hebben een stomp afgeronde top. Het distale uiteinde van elke spiculum heeft een schijfachtige structuur genaamd de cucullus. De staart is boogvormig met een puntige, klauwachtig eind met een kleine bursa. De staart heeft zeven papillen.

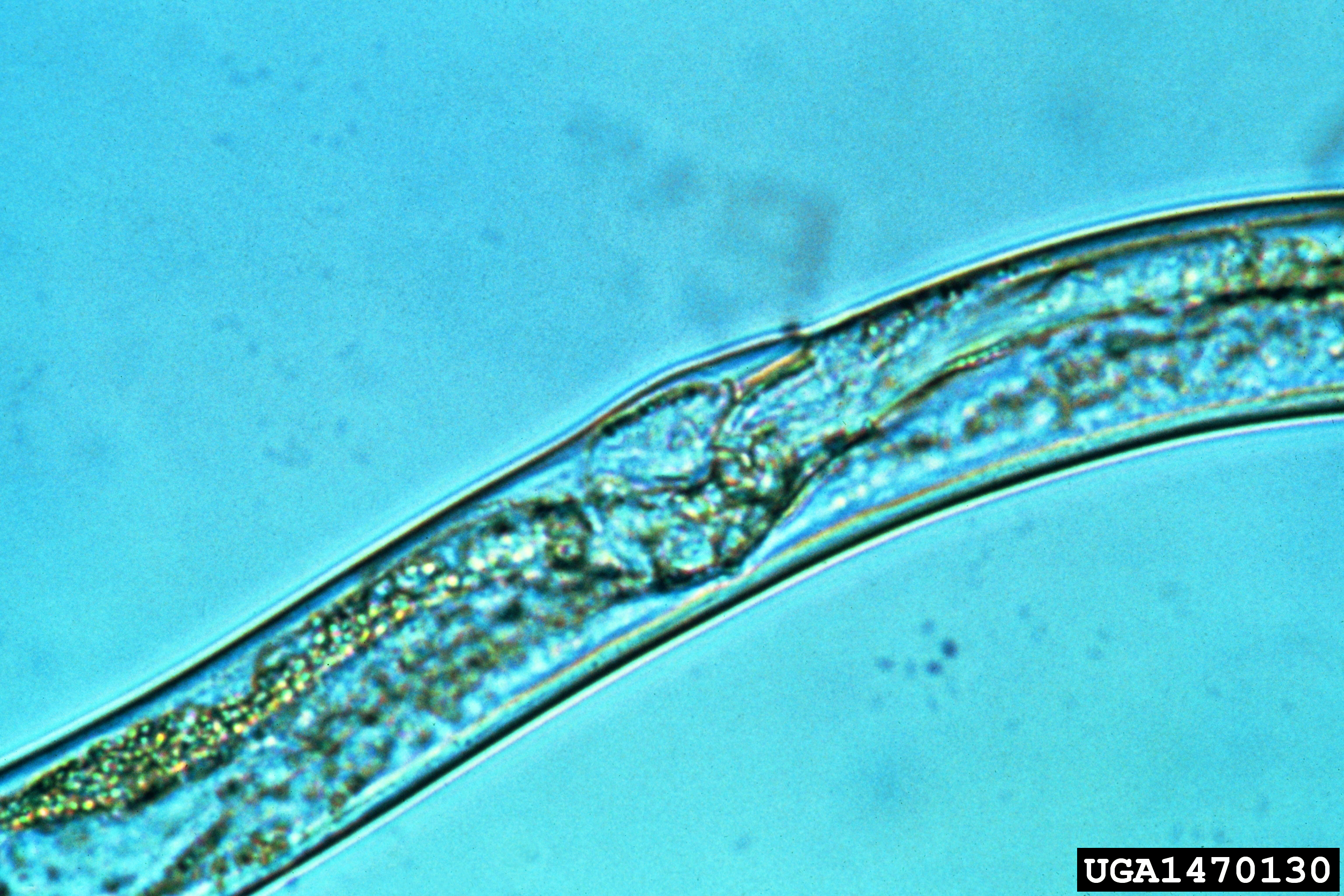
Vulva van vrouwtje
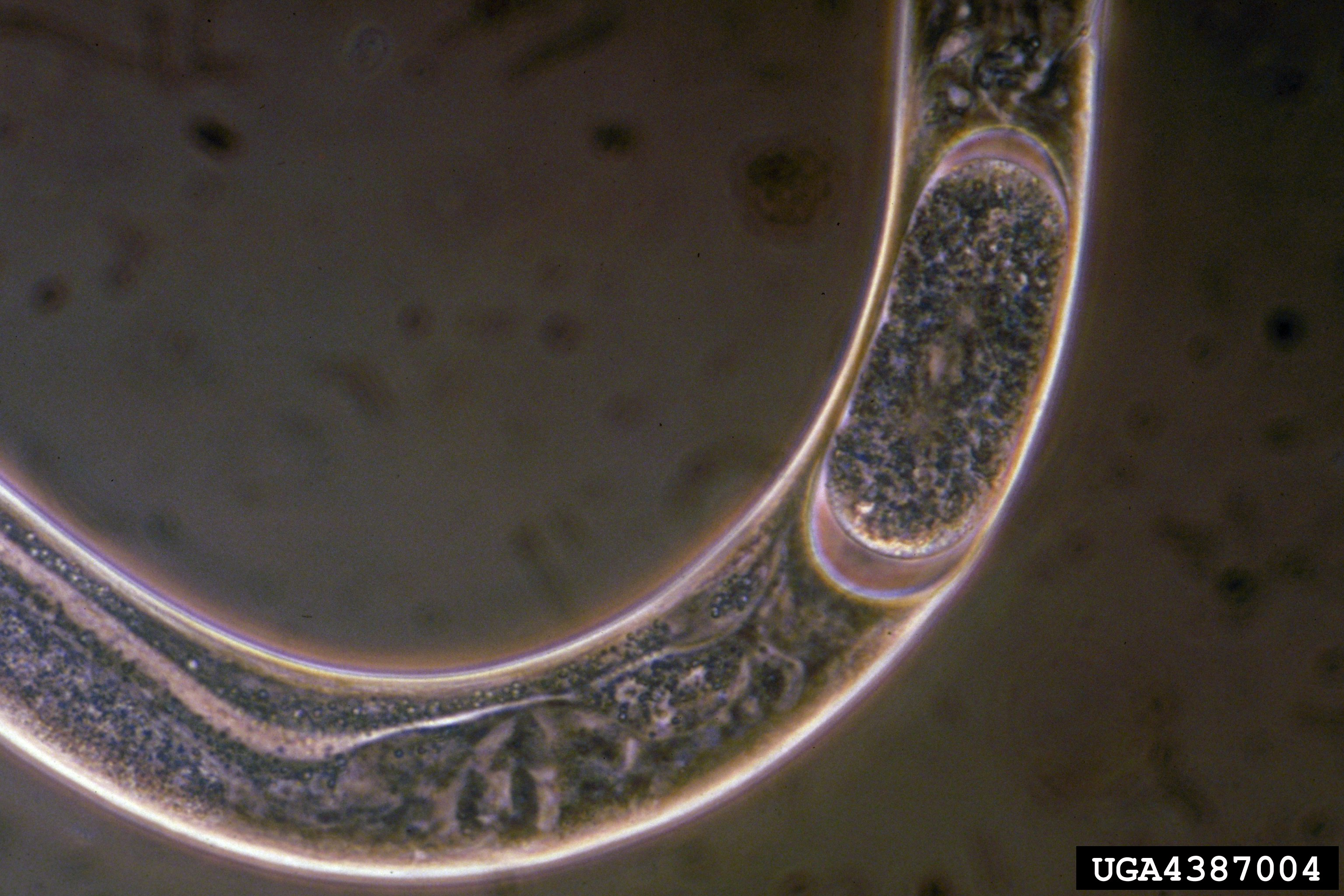
Vrouwtje met ei
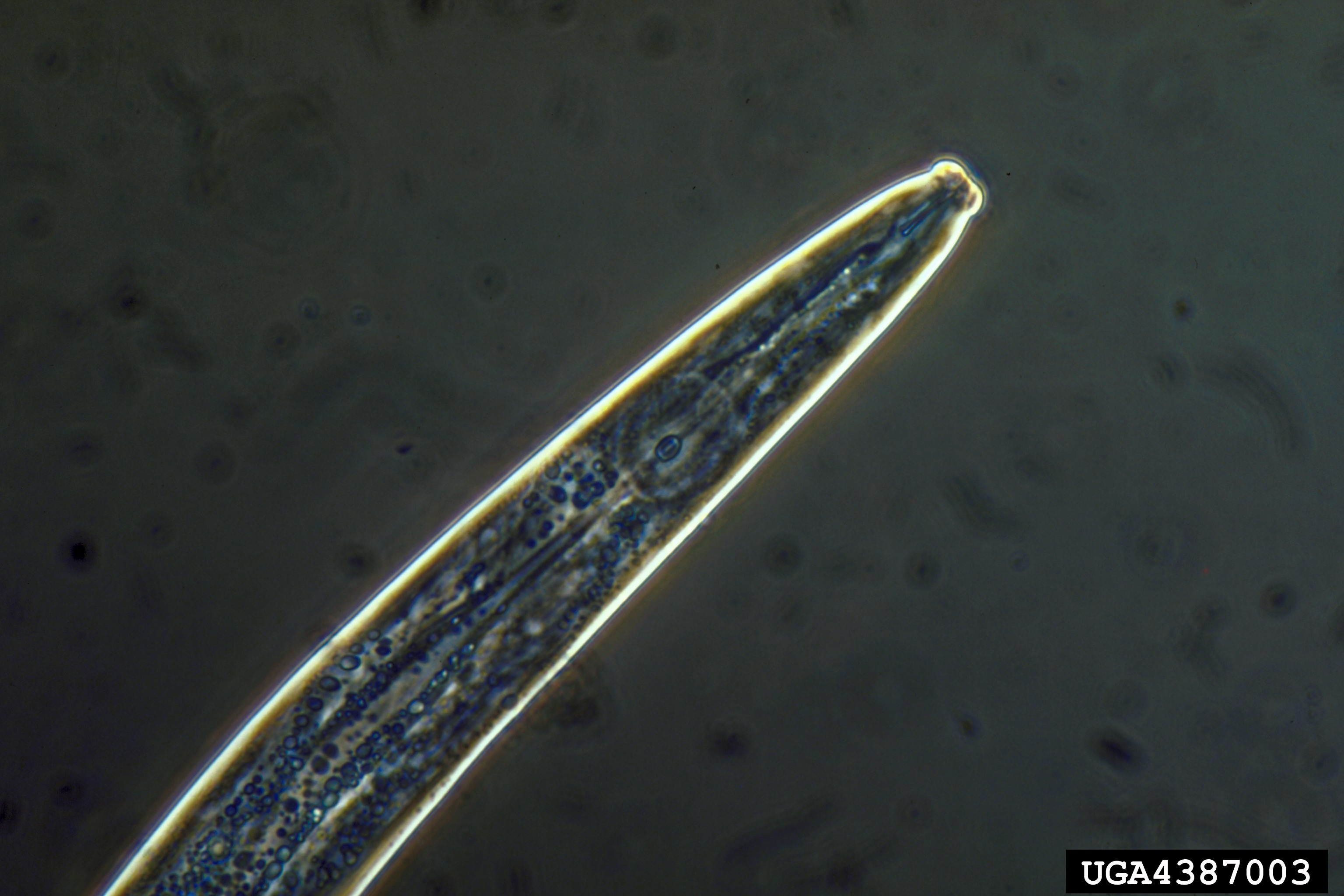
Kop
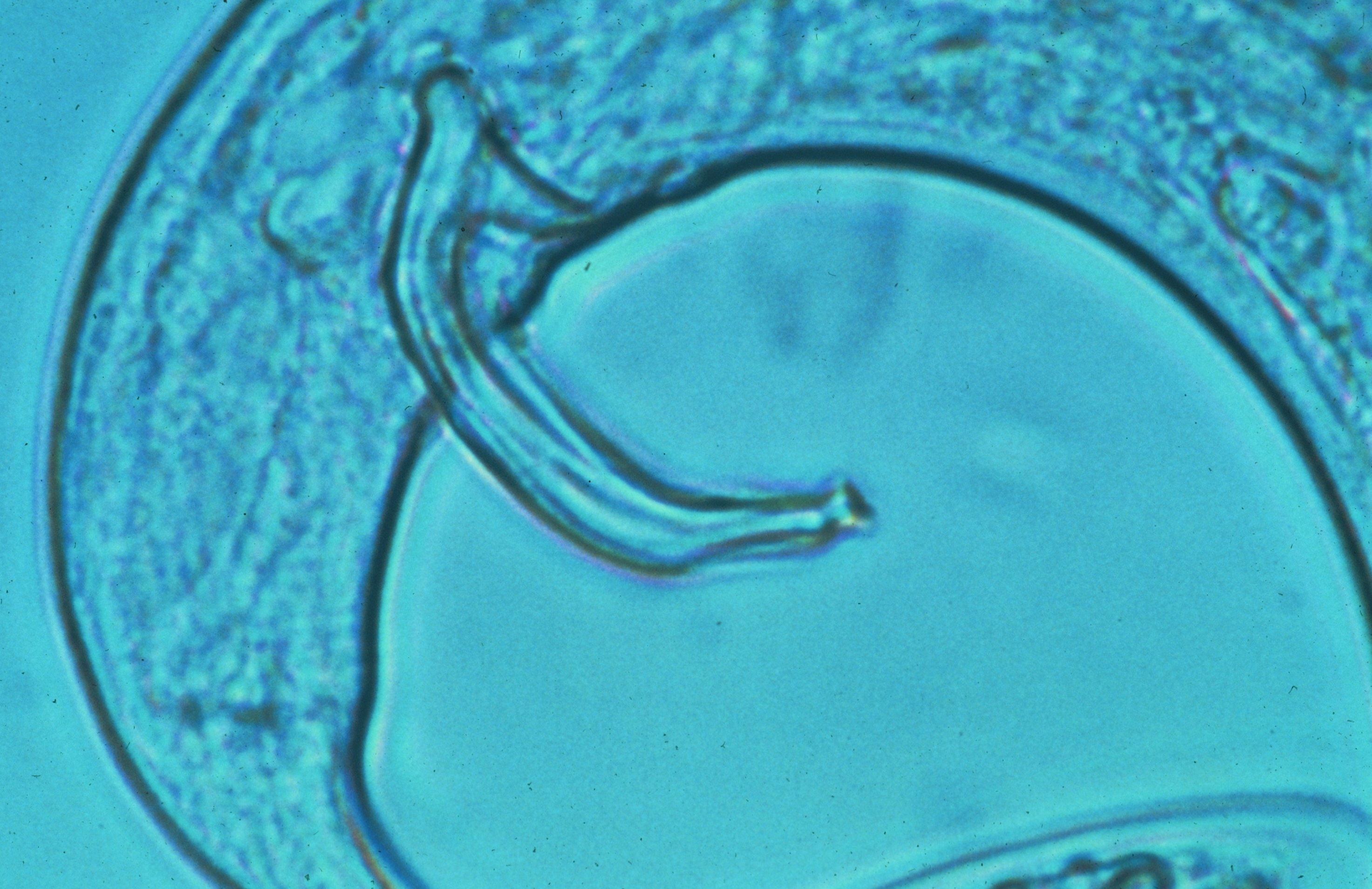
Mannetje met spiculum
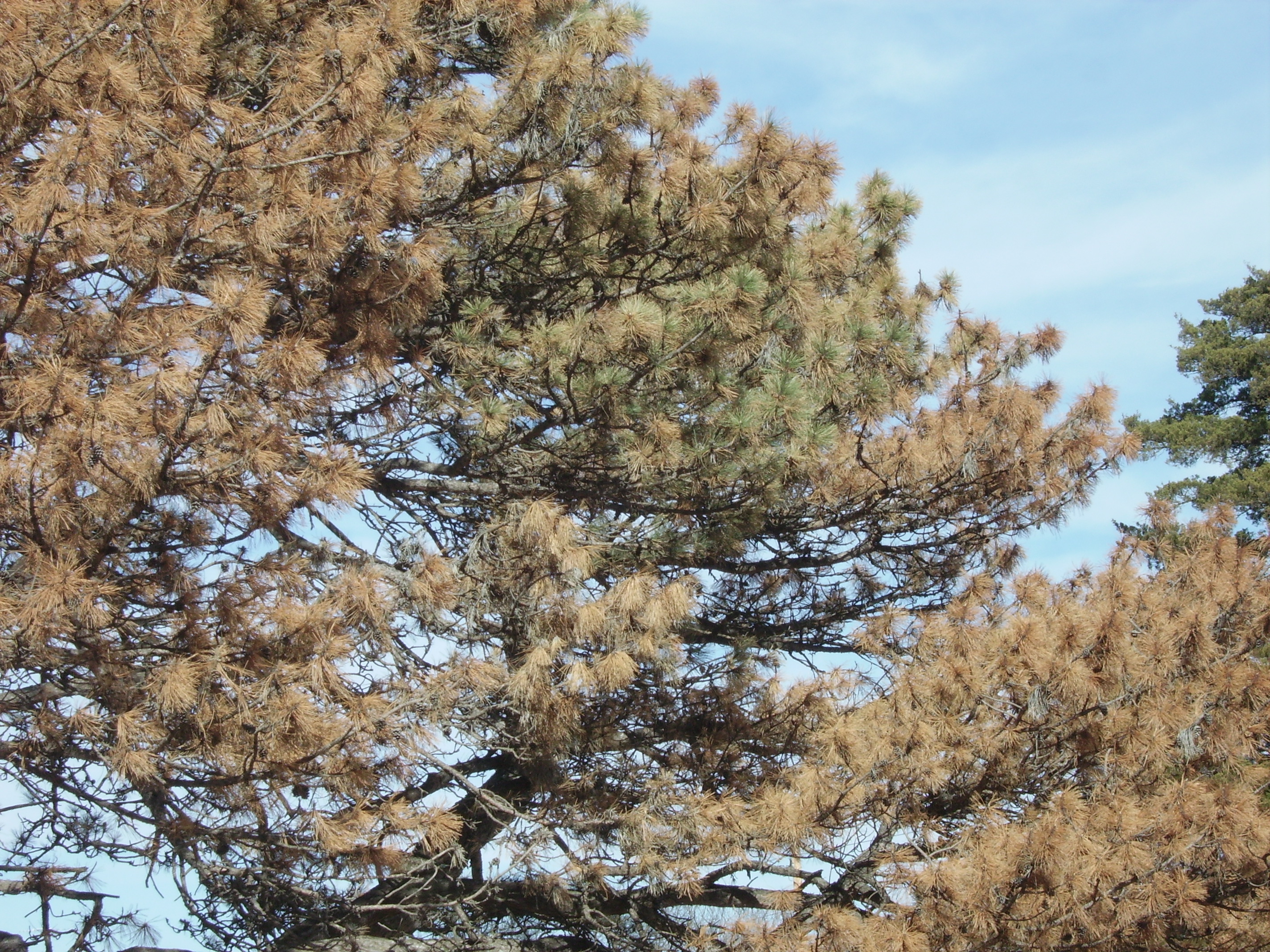
Schade bij de Oostenrijkse den
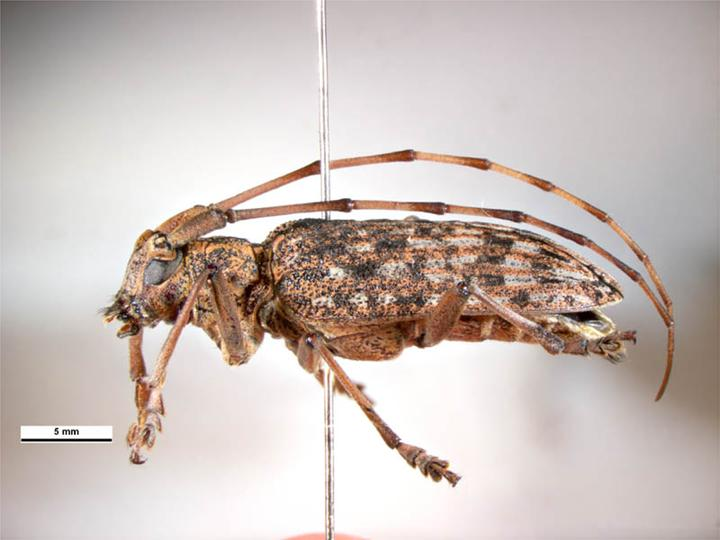
Monochamus alternatus belangrijkste verspreider in Japan.
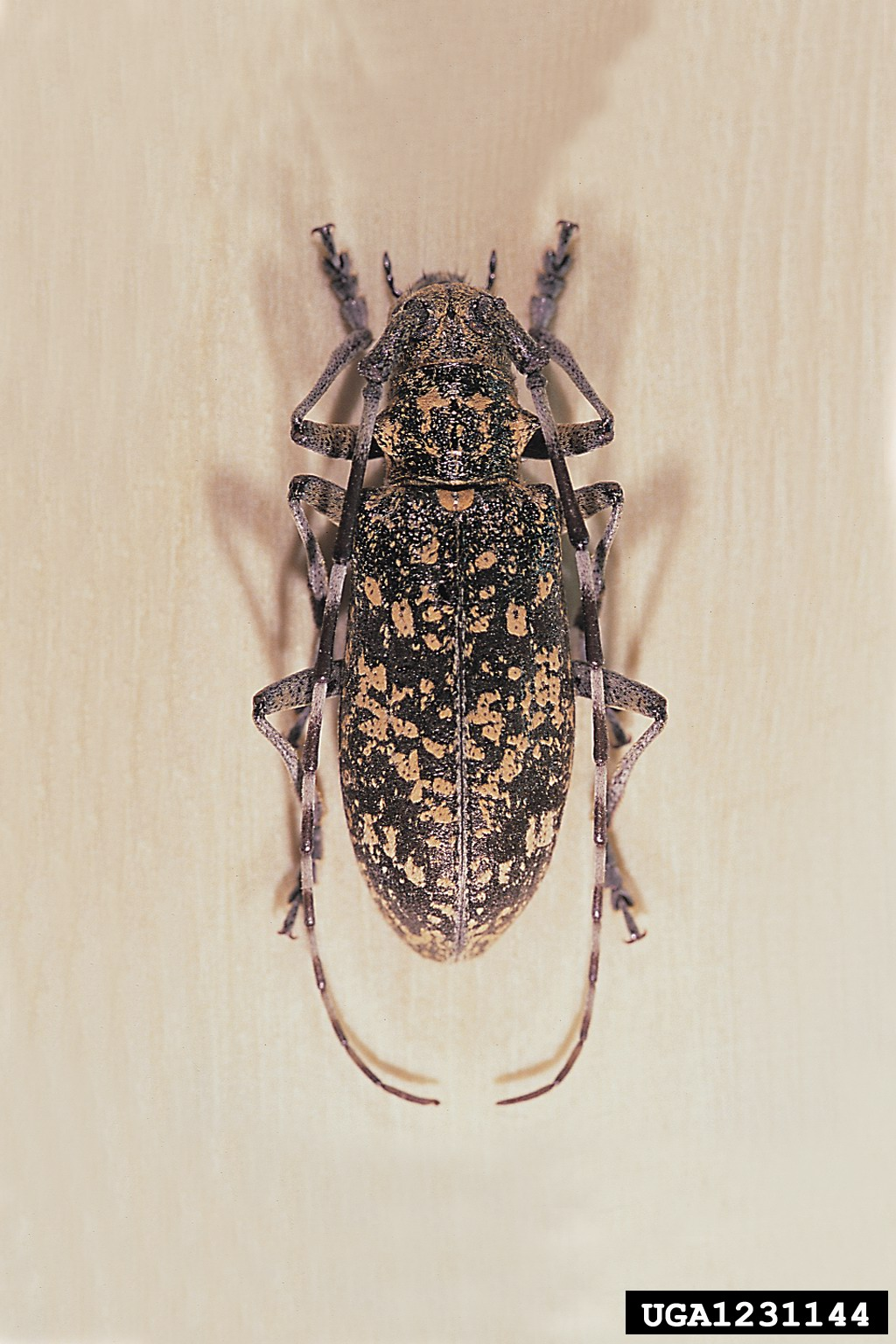
Monochamus saltuarius, de op twee na belangrijkste verspreider in Japan.
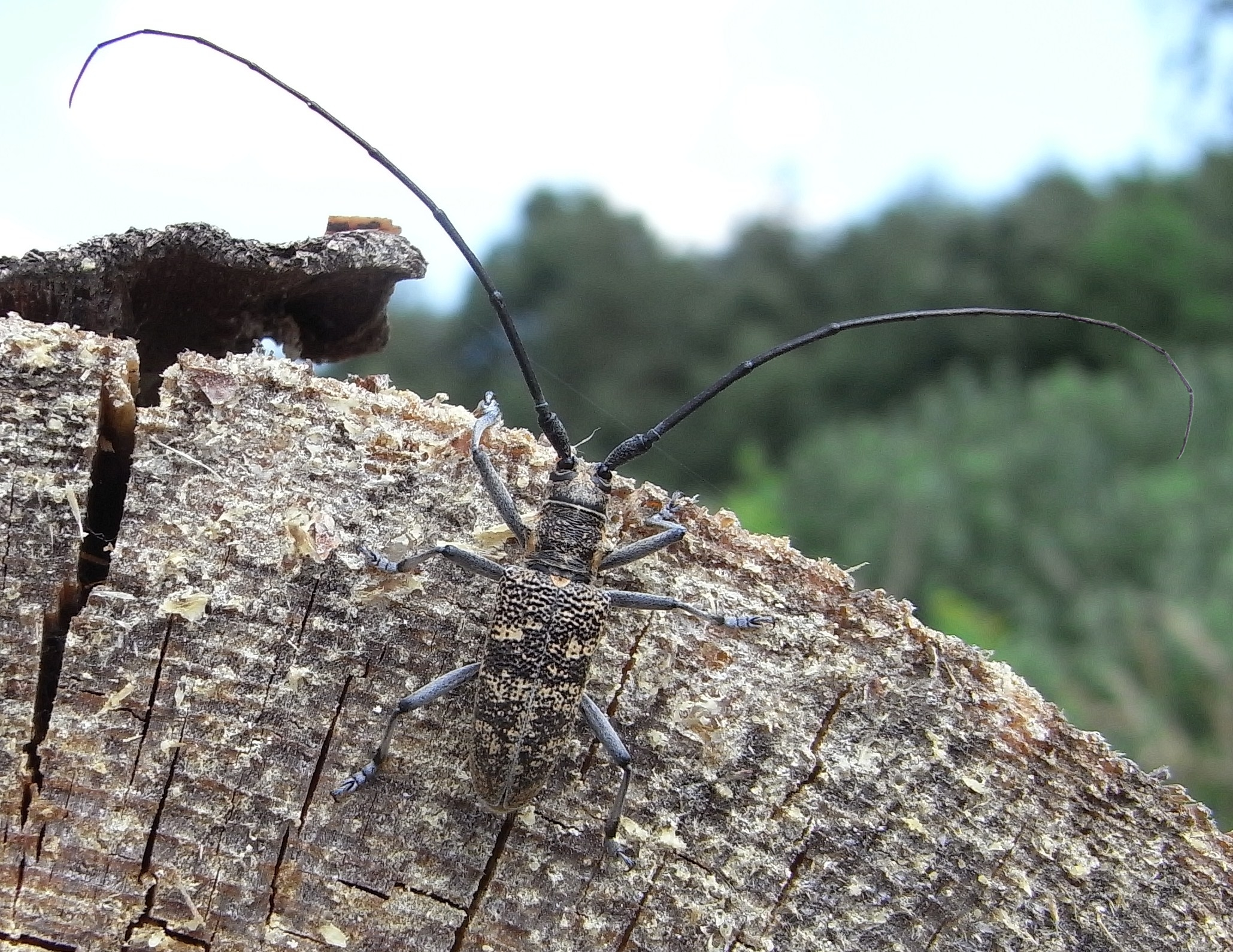
Monochamus galloprovincialis, belangrijkste verspreider in Europa
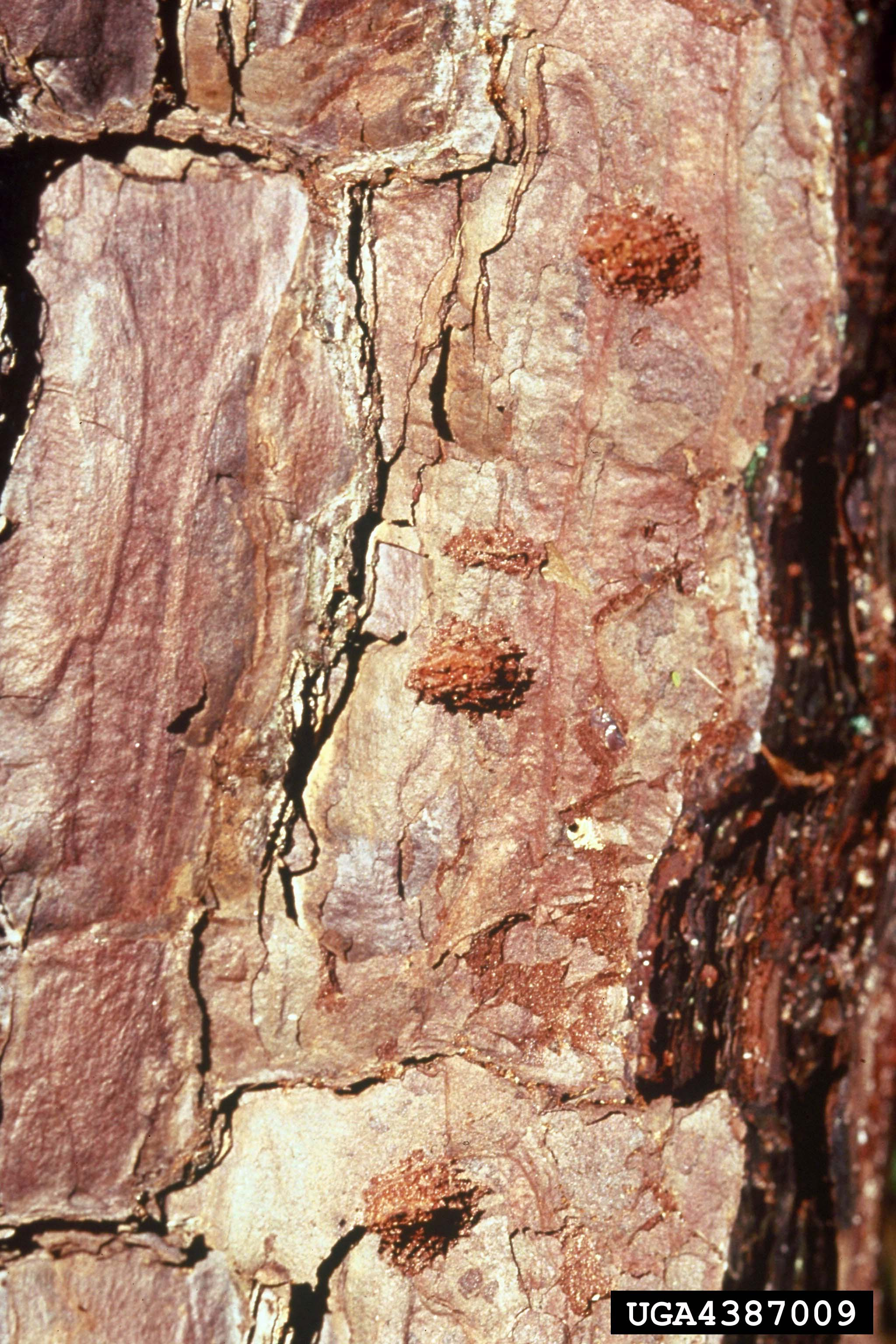
Eihoopjes van Monochamus sp. op Pinus sp.

## Mate van resistentie
Furuno (1982) heeft de schade aan geïmporteerde dennensoorten in Japan onderzocht en deelde ze in verschillende groepen van resistentie in. De soorten met een hoge mate van resistentie sterven bij een besmetting zelden af, maar jonge en zwakke bomen kunnen wel afsterven.
Hoge mate van resistentie
Pinus taeda, P. elliottii, P. palustris, P. rigida, P. taiwanensis
Middelhoge resistentie
P. strobus, P. massoniana, P. resinosa, P. tabulaeformis, P. banksiana, P. contorta, P. thumb×P. masso
Weinig vatbaar
P. bungeana, P. monticola, P. parviflora, P. strobiformis, P. densiflora
, P. pinaster, P. sylvestris, P. ponderosa, P. rudis, P. pseudostrobus, P. oocarpa, P. radiata, P. greggii
Sterk vatbaar
P. koraiensis, P. leiophylla, P. luchuensis, P. thunbergii, P. nigra, P. mugo, P. khasya, P. muricata